# Sekret panny Watanuki
Sekret panny Watanuki (jap. 四月一日さんには僕がたりない Watanuki-san ni wa boku ga tarinai) – manga autorstwa Emy Toyamy. Kolejne rozdziały mangi ukazywały się w czasopiśmie „Aria” wydawnictwa Kōdansha od 28 maja 2014 roku. Ostatni rozdział tej mangi ukazał się w tym magazynie 28 października 2017. Całość została wydana w sześciu tomikach.
W Polsce mangę wydało Waneko.

## Fabuła
Piękna i dowcipna licealistka Leila Watanuki jest wybitną uczennicą. Ma jednak sekret, który nie może nikomu wyjawić – mieszka w hotelu miłości. Pewnego dnia jej kolega z klasy, Owaru Sangatsu, odkrywa jej sekret, ale zamiast zatrzymać tę informację dla siebie, również wprowadza się do rzeczonego hotelu.